# 老馬小副克里介
老馬小副克里介（学名：Parakrithella laoma）为荊花介科小副克里介屬下的一个种。